# Lista stadionów piłkarskich na Białorusi
Lista stadionów piłkarskich na Białorusi składa się z obiektów drużyn znajdujących się w Wyszejszaj lidze (I poziomie ligowym Białorusi) oraz Pierszaj lidze (II poziomie ligowym Białorusi). Na najwyższym poziomie rozgrywkowym znajduje się 12 drużyn, oraz na drugim poziomie 16 drużyn, których stadiony zostały przedstawione w poniższej tabeli według kryterium pojemności, od największej do najmniejszej. Tabela uwzględnia również miejsce położenia stadionu (miasto oraz region), klub do którego obiekt należy oraz rok jego otwarcia lub renowacji.
Do listy dodano również stadiony o pojemności powyżej 1 tys. widzów, które są areną domową drużyn z niższych lig lub obecnie w ogóle nie rozgrywano mecze piłkarskie.
Legenda:

    – stadiony IV kategorii UEFA

    – stadiony w budowie lub przebudowie

    – stadiony zamknięte lub zburzone

| Lp | Nazwa stadionu                       | Miejscowość  | Region            | Drużyny                                                                 | Otwarty / renowacja | Pojemność | Zdjęcie |
| -- | ------------------------------------ | ------------ | ----------------- | ----------------------------------------------------------------------- | ------------------- | --------- | ------- |
| 1  | Stadion Dynama Mińsk                 | Mińsk        | Mińsk             | Reprezentacja Białorusi, Dynama Mińsk (1934–2008), FK Mińsk (2009–2015) | 1934 / 2014         | 34 000    |         |
| 2  | Stadion Traktar                      | Mińsk        | Mińsk             | Partyzan Mińsk                                                          | 1968                | 17 586    |         |
| 3  | Stadion Centralny w Homlu            | Homel        | obwód homelski    | FK Homel                                                                | 2006                | 14 307    |         |
| 4  | Barysau-Arena                        | Borysów      | obwód miński      | BATE Borysów (2014–)                                                    | 2014                | 13 126    |         |
| 5  | Stadion Dynama Brześć                | Brześć       | obwód brzeski     | Dynama Brześć                                                           | 1937 / 2005         | 10 060    |         |
| 6  | Stadion Neman w Grodnie              | Grodno       | obwód grodzieński | Nioman Grodno, Biełkard Grodno                                          | 1963 / 2008         | 8 500     |         |
| 7  | Centralny sportkompleks w Witebsku   | Witebsk      | obwód witebski    | FK Witebsk, Lakamatyu Witebsk (1949–2000)                               | 1978                | 8 144     |         |
| 8  | Stadion Spartak w Mohylewie          | Mohylew      | obwód mohylewski  | Dniapro Mohylew                                                         | 1956                | 7 990     |         |
| 9  | Stadion Tarpieda w Żodzinie          | Żodzino      | obwód witebski    | Tarpieda-BiełAZ Żodzino                                                 | 1969 / 2011         | 6 542     |         |
| 10 | Stadion Miejski w Borysowie          | Borysów      | obwód miński      | BATE Borysów                                                            | 1963                | 5 402     |         |
| 11 | Stadion Junactwa w Mozyrzu           | Mozyrz       | obwód homelski    | Sławija Mozyrz                                                          | 1992                | 5 353     |         |
| 12 | Stadion Tarpieda w Mińsku            | Mińsk        | Mińsk             | Tarpeda Mińsk                                                           | 1958                | 5 200     |         |
| 13 | Futbolny Manież w Mińsku             | Mińsk        | Mińsk             |                                                                         | 2002                | 5 000     |         |
| 14 | Stadion Pramień w Homlu              | Homel        | obwód homelski    | FK Homel (2003–2006)                                                    |                     | 5 000     |         |
| 15 | Stadion Spartak w Połocku            | Połock       | obwód witebski    | FK Połock                                                               |                     | 5 000     |         |
| 16 | Stadion Atłant                       | Nowopołock   | obwód witebski    | Naftan Nowopołock                                                       | 1970                | 4 522     |         |
| 17 | Stadion Dynama-Juni                  | Mińsk        | Mińsk             | Dynama Mińsk (2009–), FK Daryda (2000–2008)                             | 2000 / 2005         | 4 500     |         |
| 18 | Stadion Miejski w Mołodecznie        | Mołodeczno   | obwód miński      | FK Mołodeczno-2013                                                      | lata 20.            | 4 312     |         |
| 19 | Stadion Budaunik w Soligorsku        | Soligorsk    | obwód miński      | Szachcior Soligorsk                                                     | 1973                | 4 200     |         |
| 20 | Stadion DJuSSz-1 w Berezie           | Bereza       | obwód brzeski     | FK Bereza-2010                                                          |                     | 4 000     |         |
| 21 | Stadion Łakamatyu w Baranowiczach    | Baranowicze  | obwód brzeski     | FK Baranowicze                                                          | lata 20. XX w.      | 3 749     |         |
| 22 | Stadion Spartak w Bobrujsku          | Bobrujsk     | obwód mohylewski  | Biełszyna Bobrujsk, Bobrujczanka Bobrujsk                               | 1934 / 2006         | 3 661     |         |
| 23 | Stadion Junactwa w Smorgoniach       | Smorgonie    | obwód grodzieński | FK Smorgonie                                                            |                     | 3 500     |         |
| 24 | Stadion Tarpieda w Mohylewie         | Mohylew      | obwód mohylewski  | Sawit Mohylew                                                           | lata 30. XX w.      | 3 500     |         |
| 25 | Stadion Chwala w Pińsku              | Pińsk        | obwód brzeski     | Chwala Pińsk                                                            | 2008                | 3 136     |         |
| 26 | Stadion Palessie w Łunińcu           | Łuniniec     | obwód brzeski     | Hranit Mikaszewicze                                                     |                     | 3 136     |         |
| 27 | Stadion FK Mińsk                     | Mińsk        | Mińsk             | FK Mińsk                                                                | 2015                | 3 000     |         |
| 28 | Stadion Centralny w Rzeczycy         | Rzeczyca     | obwód homelski    | FK Reczyca-2014                                                         |                     | 3 000     |         |
| 29 | Stadion Homsielmasz                  | Homel        | obwód homelski    | ZLiN Homel                                                              |                     | 3 000     |         |
| 30 | Stadion Transmasz w Mohylewie        | Mohylew      | obwód mohylewski  | Transmasz Mohylew                                                       |                     | 3 000     |         |
| 31 | Stadion Junactwa w Lidzie            | Lida         | obwód grodzieński | FK Lida                                                                 | lata 20. XX w.      | 2 965     |         |
| 32 | Stadion Start w Lidzie               | Lida         | obwód grodzieński | FK Lida                                                                 | 2013                | 2 960     |         |
| 33 | Stadion Centralny w Orszy            | Orsza        | obwód witebski    | FK Orsza                                                                | 1954 / 2008         | 2 582     |         |
| 34 | Stadion Junactwa w Osipowiczach      | Osipowicze   | obwód mohylewski  | FK Osipowicze                                                           |                     | 2 500     |         |
| 35 | Stadion Papernik w Swietłahorsku     | Swietłahorsk | obwód homelski    | Chimik Świetłohorsk                                                     |                     | 2 500     |         |
| 36 | Stadion Spartak w Szkłowie           | Szkłów       | obwód mohylewski  | Spartak Szkłów                                                          |                     | 2 500     |         |
| 37 | Stadion Uradżaj w Nieświeżu          | Nieśwież     | obwód miński      | Wieras Nieśwież                                                         |                     | 2 224     |         |
| 38 | Stadion Junactwa w Słonimie          | Słonim       | obwód grodzieński | FK Słonim, Kamunalnik Słonim (1969–2012)                                |                     | 2 220     |         |
| 39 | Stadion PMC w Postawach              | Postawy      | obwód witebski    | PMC Postawy                                                             |                     | 2 000     |         |
| 40 | Stadion Miejski w Słucku             | Słuck        | obwód miński      | FK Słuck                                                                | 1935 / 2014         | 1 896     |         |
| 41 | Stadion Aziorny w Smolewiczach       | Smolewicze   | obwód miński      | FK Smalawiczy-STI                                                       |                     | 1 600     |         |
| 42 | Stadion SAK Alimpijski w Mińsku      | Mińsk        | Mińsk             | Skwicz Mińsk, FK Isłacz                                                 |                     | 1 530     |         |
| 43 | Stadion BDUFK w Mińsku               | Mińsk        | Mińsk             | RSzWSM-Alimpija Mińsk                                                   |                     | 1 500     |         |
| 44 | Stadion KFP FK Mińsk                 | Mińsk        | Mińsk             | FK Mińsk-2                                                              |                     | 1 500     |         |
| 45 | Stadion Pracounyja Rezierwy w Mińsku | Mińsk        | Mińsk             | Pracounyja Rezierwy-RIPA Mińsk                                          |                     | 1 500     |         |
| 46 | Stadion RCAP-BDU Mińsk               | Mińsk        | Mińsk             | Zorka-BDU Mińsk                                                         |                     | 1 500     |         |
| 47 | Stadion SDJuSzAR-8 w Homlu           | Homel        | obwód homelski    | Homielczyhuntrans Homel                                                 |                     | 1 500     |         |
| 48 | Stadion SKA w Mińsku                 | Mińsk        | Mińsk             | SKA Mińsk                                                               |                     | 1 500     |         |
| 49 | Stadion Haradzieja                   | Horodziej    | obwód miński      | FK Haradzieja                                                           |                     | 1 020     |         |
| 50 | Stadion Budaunik w Starych Dorohach  | Stare Dorohi | obwód miński      | FK Stare Dorohi                                                         |                     | 1 000     |         |
| 51 | Stadion Łakamatyu w Mińsku           | Mińsk        | Mińsk             | Skwicz Mińsk                                                            |                     | 680       |         |